# Преобразование Виленкина — Крестенсона
Преобразование Виленкина — Крестенсона — обобщение преобразования Уолша.
Используется при анализе и синтезе устройств автоматики с элементами, выполняющими
операции троичной и {\displaystyle q}-ичной логики.

## Функция Виленкина — Крестенсона
Функцией Виленкина — Крестенсона называется функция, принимающая {\displaystyle q}
комплексных значений при интервале задания {\displaystyle [0,q^{m}]} для любых натуральных чисел 
{\displaystyle \omega ,m}, когда {\displaystyle 0\leqslant \omega \leqslant q^{m}-1}.
Функция Виленкина — Крестенсона задается формулой:
{\displaystyle vil^{q}(\omega ,\theta )=e^{j{\frac {2\pi }{q}}\sum _{\xi =0}^{m-1}}{\omega ^{m-1-\xi }\theta ^{\xi }}}, где
{\displaystyle \omega ^{(\xi )},\theta ^{(\xi )}\in {0,1,...,q-1}},
{\displaystyle \omega =\sum _{\xi =0}^{m-1}\omega ^{(\xi )}q^{m-1-\xi }},
{\displaystyle \theta =\sum _{\xi =0}^{\infty }\theta ^{(\xi )}q^{m-1-\xi }},
При {\displaystyle q=2} функции Виленкина — Крестенсона превращаются в функции Уолша.

## Также
- Наум Яковлевич Виленкин